# Marie Anna z Hohenfeldu
Marie Anna Terezie z Hohenfeldu (německy Maria Anna von Hohenfeld / Fürstin von Schwarzenberg, 20. března nebo 20. května 1768/2. května 1767 Linec – 2. dubna 1848 Vídeň) byla rakouská šlechtična z hraběcího rodu Hohenfeldů, provdaná kněžna Esterházyová z Galanty a ve druhém manželství kněžna ze Schwarzenbergu.

## Život
Narodila se jako dcera hraběte Otty Františka z Hohenfeldu a jeho manželky Marie Anny, rozené baronky ze Stein-Jettingenu.
Bylo jí asi 20 let, když se Evropou přehnaly hrůzy Francouzské revoluce. Její první manželství s o 30 let starším knížetem Esterházym, jehož byla druhou manželkou, nebylo příliš šťastné a po jeho smrti se jako 27letá vdova dobrovolně vzdala velkého podílu na dědictví po něm, neboť manželské spojení nebylo poutem z lásky.

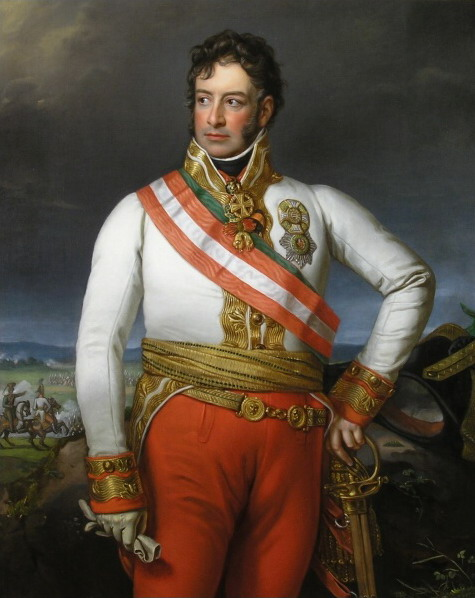
Karel Filip ze Schwarzenbergu jako polní maršál, olejomalba z Českého Krumlova

Naproti tomu její druhé manželství bylo o mnoho šťastnější. S věkově mnohem bližším knížetem Karlem Filipem ze Schwarzenbergu, generálmajorem císařské armády a pozdějším polním maršálem, ji pojily společné zájmy a vzájemná úcta. Navíc jejich manželství nebylo uzevřeno na základě stavovských zájmů, nýbrž na vzájemné náklonnosti.
Jak je patrné z později publikované korespondence s manželem, aktivně se zajímala o politické dění i vojenské záležitosti svého muže, který často pobýval na bojišti. Společně s ním a svými syny pak v letech 1810–1812 pobývala v Paříži, kde byl Karel Filip rakouským vyslancem.
Disponovala praktickou inteligencí. V pozdější době se zajímala také o filozofii, včetně učení Hegelova a ve Vídni pořádala literární salóny. Naproti tomu nikdy nesdílela silné církevní tendence tehdejší Vídně, a to ani v kruzích nejbližší rodiny. Vychovatelé jejích synů byli ve své podstatě spíše zednářského smýšlení.
Karel Filip zemřel 15. října 1820 v Lipsku. Po 21 letech šťastného manželství kněžna Marie Anna podruhé ovdověla. Svého manžela přežila o 28 let, zemřela jako osmdesátiletá dáma ve Vídni 2. dubna 1848, v době, kdy se národy připravovaly na novou bouři proti vládnoucí moci. Zaslechla jen jásavé zvuky Jara národů, ale dramatických událostí ani smrti dcery své švagrové, kněžny Marie Eleonory, která byla v Praze zabitá kulkou vzbouřence během pražského svatodušního týdne, se nedožila.
Byla pohřbena v kostele sv. Jiljí v Domaníně u Třeboně. 1. února 1865 byla rakev s jejími ostatky vynesena a o dva dny později uložena v rodové hrobce Schwarzenbergů na Orlíku.

### Manželství a potomstvo
Marie Anna byla dvakrát vdaná.

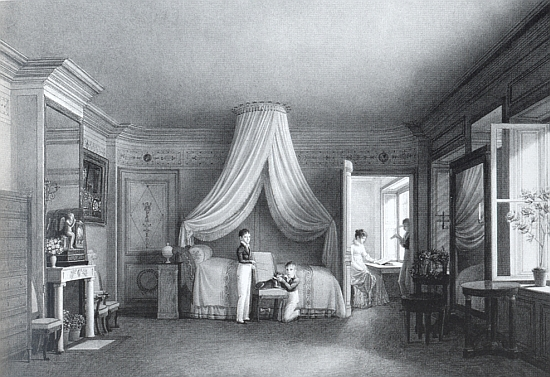
Kněžna Marie Anna se svými syny na rakouském velvyslanectví v Paříži. Rytina od Augusta Garnereye z roku 1812.

- Poprvé se jako 17letá provdala 9. srpna 1785 za kapitána uherské královské gardy knížete Antonína Esterházyho z Galanty, jako již jeho druhá manželka. Z tohoto manželství se nenarodily žádné děti a kníže Pavel Antonín zemřel 22. ledna 1794.

- Druhé manželství uzavřela v roce 1799 s Karlem Filipem ze Schwarzenbergu. Z tohoto svazku se narodili tři synové:

1. Bedřich I. Karel (1799–1870), vojevůdce, český zemský vlastenec
2. Karel II. Fililp (1802–1858), voják a politik, v armádě dosáhl hodnosti polního zbrojmistra, zastával funkce místodržitele v Lombardii (1849–1851) a Sedmihradsku (1851–1858)
3. Edmund Leopold (1803–1873), císařský polní maršál